# Umberto Ruggiero
Umberto Ruggiero (Bari, 30 maggio 1927 – Bari, 16 maggio 2024) è stato un ingegnere italiano, principale fautore e fondatore del Politecnico di Bari, nonché suo Magnifico Rettore nel triennio 1994-1997. Pioniere dell'ingegneria meccanica in Puglia, fu autore di 90 memorie scientifiche, 3 libri e 2 brevetti.

## Biografia

### Attività accademica
Umberto Ruggiero si laureò con il massimo dei voti all'Università di Bari nel 1950 in ingegneria civile con una tesi su "Progetto di automotrice a trasmissione meccanica" diventando il primo barese a conseguire la Cattedra universitaria nella sua Facoltà d'origine, istituita nel 1947 (dopo il biennio propedeutico, avviato nel 1944-1945).
Assistente volontario di Meccanica Agraria dal 1951, fu assistente incaricato di Macchine dal 1953 e assistente ordinario nel 1954, diventando Libero docente nel 1959. Successivamente fu professore incaricato di Disegno di elementi di macchine (laurea in Chimica), Complementi di Tecnica dei trasporti e Tecnica della circolazione (Ing. Civile), Macchine (Ing. Elettrotecnica), Meccanica applicata alle macchine e macchine (Ing. Civile), Misure meccaniche termiche e collaudi (Ing. Meccanica) e poi Professore Ordinario di Macchine dal 1967 (Ing. Elettrotecnica e poi Ing. Meccanica). Dall'anno accademico 1991-1992 fu professore ordinario nel Politecnico di Bari.
Conseguita la Cattedra, nel 1968-1969 promosse (approvata dal MUR) l'istituzione del Corso di laurea in Ingegneria Meccanica, di cui fu presidente fino al 1994. Per oltre un decennio per le materie fondamentali e professionali, ottenne l'aiuto dei colleghi del Politecnico di Torino e dell'Università di Napoli e, in modo particolare, di docenti incaricati esterni da tutta Italia (dirigenti di alto livello dell'IRI, Fiat, Enel, Alfa Romeo, Snam, Olivetti, ecc.). Questa iniziativa tutta originale per il contributo professionale ed innovativo dei dirigenti industriali, fece nascere una nuova generazione di docenti e ricercatori, trainando così il rinnovamento anche degli altri Corsi di Laurea della Facoltà. Per la prima volta in Italia furono introdotti come obbligatori i corsi in Economia, Organizzazione aziendale, Servomeccanismi e Automazione, Qualità, Sicurezza, Calcolo numerico e Ricerca operativa, Dinamica dei sistemi industriali, con l'uso del calcolatore in aula per le esercitazioni di calcolo e di ricerca operativa fin dal 1972.
Dal 1970, quasi 1.000 furono i laureati in Ingegneria Meccanica nell'Università e dal 1991, nel Politecnico, almeno altri 2.000 a cui si aggiunsero, dal 1998, i laureati in Ingegneria Gestionale (nata nell'a.a. 1997-98 come variante di quella Meccanica).
Direttore per 27 anni (dal 1967 al 1994) dell'Istituto di Macchine (poi Macchine ed Energetica), progettò le strutture e costruì ex-novo laboratori sperimentali e didattici (officina meccanica, banchi prova motori e turbomacchine, banco a rulli per prova autoveicoli, misure meccaniche, termiche e idrauliche e taratura, centro di calcolo elettronico).
Per alcuni anni (1967-1972) diresse anche l'Istituto di Fisica Tecnica di cui favorì la didattica e i laboratori per la ricerca in termodinamica, impiantistica termotecnica, rumore e vibrazioni, illuminotecnica ed edilizia bioclimatica, nonché la crescita e lo sviluppo provvedendo a reclutare docenti e bandire cattedre necessarie per le crescenti esigeneze didattiche e di ricerca in vari settori della disciplina d'interesse generale in Ingegneria, Architettura, ed Agraria.
Presidente del Centro di Calcolo Interfacoltà nel quinquennio 1968-1973, dette forte promozione e sviluppo all'uso e alle applicazioni dell'informatica nell'Università di Bari e, in particolare, nella Facoltà di Ingegneria. Contribuì a far nascere, per la gestione dei servizi dell'Università, il SEDAB (Servizi di Elaborazione Dati Ateneo Barese) ed in seguito anche il Centro di Calcolo del Politecnico. Curò la gestione del calcolatore IBM 365 (secondo solo all'UNIVAC 1108 del Politecnico di Milano), con reclutamento e formazione di personale ed esperti mediante molteplici borse di studio, ottenute dall'IBM. 
Nel 1969-1970 avviò in Facoltà, all'interno dei due Istituti di Macchine e di Tecnologie, il C.S.E.I.  – Centro Studi di Economia applicata all'Ingegneria. Il CSEI, come organizzazione esterna autonoma (Associazione), venne proposto come “Scuola” qualificata dell'Università e poi del Politecnico per la formazione dei quadri e dei dirigenti d'impresa nonché per l'aggiornamento e la specializzazione di laureati e di tecnici.
Cresciuto lentamente in attività, uomini e mezzi didattici, dal dicembre 1999, il CSEI si trasformò in “Consorzio universitario per la formazione e l'innovazione – UNIVERSUS-CSEI” che ebbe come Soci fondatori i quattro Atenei pugliesi, la Regione Puglia, la Banca Popolare di Bari e il Consorzio per l'Area di Sviluppo Industriale di Bari (ASI).
Utilizzando il piano “quadriennale” di sviluppo delle Università preposto dal Consiglio universitario nazionale (1986-1990) inviato per l'approvazione alle singole Università e ottenuta l'istituzione dell'Architettura come nuova Facoltà, fu l'ideatore e l'attivo promotore del Politecnico di Bari. 
Il Politenico di Bari fu istituito con legge n. 245 del 07.08.1990, ma fu avviato con l'anno accademico 1991-1992. Dopo il primo triennio del Prof. Attilio Alto, già Rettore dell'Università, il Prof. Ruggiero ne fu il secondo Rettore. La sua attività venne poi evidenziata in un volume dedicato.
Divenne Professore Emerito della Facoltà di Ingegneria del Politecnico di Bari, titolo conferito dal Ministro Moratti con DM 09.06.2004.

### Attività professionale
Fu un professionista esperto in vari settori civili ed industriali. Ebbe per due anni esperienze di lavoro nell'industria meccanica (Ufficio studi e progetti e sala prova motori dell'OMF – Navalmeccanica, Napoli).
Dal 1965 fu Presidente della Sezione Pugliese dell'Associazione Termotecnica Italiana (ATI), istituzione tecnico-scientifica fondata nel 1947 tra docenti universitari, dirigenti industriali e le grandi industrie nei settori della Fisica Tecnica, delle Macchine, dei Motori, degli Impianti termici e nucleari, dei Sistemi energetici e dell'Ambiente. Dal 1989 ricoprì la carica di Vicepresidente Generale e quindi dal 1993 di Presidente Generale. Organizzò convegni e incontri e presiedette tutti i Congressi annuali, collaborando con le 16 Sezioni regionali ATI ed i 5 Comitati nazionali di Studio e Ricerca. Dal 2002 fu Presidente Onorario.
Consigliere (dal 1961) e poi Presidente dell'Ordine degli ingegneri di Bari dal 1967 al 1973, già membro del Consiglio Provinciale di sanità, nonché della Sovrintendenza Scolastica Interregionale e del Consorzio Area Sviluppo Industriale di Bari, fu dagli anni '60 membro esperto nel Comitato Tecnico Amministrativo del Provveditorato alle opere pubbliche per la Puglia, nonché dell'Assemblea e quindi delle Sezioni II e III del Consiglio Superiore dei Lavori Pubblici, presso il Ministero (anni '89-'98), per valutare la corretta progettazione e l'esecuzione degli impianti termoenergetici, idraulici, meccanici e portuali nelle grandi opere pubbliche in esame al Consiglio Superiore.
Produsse indagini, consulenze, studi e ricerche con particolare riguardo alle macchine e turbomacchine a vapore e idrauliche, motori a combustine interna, impianti industriali e tecnologici, idrico-sanitari, antincendio e termoenergetici. Fu inoltre progettista, direttore dei lavori e collaudatore per Ministeri, Enti Pubblici, Ospedali, Università. Come ingegnere elaborò oltre 20 progetti di opere prevalentemente pubbliche, di cui curò l'impiantistica. In 70 anni di professione espletò, da solo o in Commissione, oltre un centinaio di incarichi come esperto, consulente e/o valutatore, come perito di ufficio o di parte e come Collaudatore tecnico nei Tribunali, e fu Presidente di due Commissioni di Arbitrato di opere pubbliche.
Negli ultimi trent'anni della sua vita continuò ad essere protagonista con lucida coscienza critica su tutti i temi più importanti della realtà locale e nazionale: dal ritorno alle lauree magistrali ai problemi dell'Ilva di Taranto, portando la sua testimonianza in congressi e riviste locali e nazionali.
Morì a Bari il 16 maggio 2024, due settimane prima di compiere 97 anni.

## Pubblicazioni
- Scritti accademici 1994-1997. Cronache di vita, relazioni e discorsi del rettorato. Laterza Giuseppe Edizioni, 2002, ISBN 9788882311926

## Onorificenze
- Cavaliere dell'Ordine al Merito della Repubblica Italiana (DPR 02.06.1969);
- Medaglia d'Oro della Scuola della Cultura e dell'Arte (DPR n. 61 del 02.06.1982);[8]
- Commendatore dell'Ordine al Merito della Repubblica Italiana (DPR 27.12.2022).[9][10]